# Facebook Zero
Pour les articles homonymes, voir Facebook.
Facebook Zéro est un projet créé par l'entreprise Facebook pour rendre accessible le service Facebook sur mobile gratuitement,. Cette initiative l'a été, en collaboration avec les fournisseurs d'Internet mobile sur téléphone, le principe étant que les utilisateurs aient accès à une version mobile de Facebook (non pas « m.facebook.com » mais « https://0.facebook.com ») — une version allégée qui ne charge pas les images par défaut — les fournisseurs ne décomptant pas les données utilisées — pour cet accès — à leurs clients,,,. L'affichage des images peut se faire — en cliquant dessus — mais les frais entraînés pour l'affichage de ces données sont décomptés sur le forfait.
Le projet de Facebook Zéro a été annoncé à la Mobile World Congress en février 2010 par Chamath Palihapitiya.
Il a été officiellement lancé le 18 mai 2010 en collaboration avec 50 opérateurs mobiles dans le monde entier.

## Réception et impact
Un article de Christopher Mims — dans Quartz — en septembre 2012 a déclaré que Facebook Zéro a joué un rôle très important dans l'expansion de Facebook en Afrique au cours des 18 mois suivant la publication de Facebook Zero, relevant que les frais de données pourraient être une composante importante du coût d'utilisation mobile et qu'alors la suppression du coût de ces frais réduit les obstacles pour l'accès a Facebook des personnes en Afrique.
Facebook Zéro a également été crédité comme source d'inspiration pour une initiative similaire entreprise par Wikipedia intitulé Wikipedia Zero,,.
Google Free Zone, un service similaire lancé par Google en novembre 2012, a été vu par les commentateurs Internet à la fois comme en étant inspiré et comme un défi potentiel à Facebook Zero,,,.
Le Subsecretaria de Telecomunicaciones du Chili a jugé que la détaxation des services comme Wikipedia Zero, Facebook Zero, et Google Free Zone, qui subventionnent l'utilisation des données mobiles, violent les lois de la  Neutralité du Net et mis fin à ses pratiques en 1 juin, 2014,.
En 2015, les chercheurs ont évalué comment Facebook Zéro façonne l'utilisation des TIC dans le monde en développement. Ils ont constaté que 11 % des Indonésiens qui ont déclaré avoir utilisé Facebook ont également dit ne pas utiliser Internet. 65 % des Nigérians, 61 % des Indonésiens, et 58 % des Indiens sont d'accord avec l'affirmation que « Facebook est Internet », contre seulement 5 % aux États-Unis.

## Fournisseurs
Plusieurs opérateurs mobiles à travers le monde proposent le service Facebook Zero à leurs clients, dont notamment :
| Pays              | Fournisseur(s)                          | Source |
| ----------------- | --------------------------------------- | ------ |
| Albanie           | Telekom Albania ; Vodafone Albania      |        |
| Algérie           | Djezzy ; Mobilis                        | [ 19 ] |
| Allemagne         | E-Plus                                  | [ 20 ] |
| Angola            | Unitel                                  |        |
| Arabie saoudite   | STC                                     | [ 21 ] |
| Bangladesh        | Grameenphone                            |        |
| Birmanie          | Telenor                                 |        |
| Botswana          | MASCOM                                  |        |
| Cameroun          | MTN                                     |        |
| Canada            | Wind Mobile                             |        |
| Fidji             | Digicel                                 |        |
| France            | SFR                                     |        |
| Géorgie           | MagtiCom                                |        |
| Grèce             | Cosmote ; Vodafone Greece ; WIND Hellas | ,      |
| Guinée            | MTN                                     |        |
| Indonésie         | XL Axiata                               |        |
| Irak              | Asiacell                                |        |
| Kenya             | Airtel Kenya                            |        |
| Kosovo            | IPKO                                    |        |
| Malaisie          | Digi                                    |        |
| Madagascar        | Orange Madagascar Bip                   |        |
| Maroc             | INwi,maroc telecom                      |        |
| Nouvelle-Zélande  | 2degrees                                | [ 5 ]  |
| Pakistan          | Mobilink ; Telenor Pakistan             |        |
| Palestine         | Jawwal                                  | [ 25 ] |
| Panama            | Cable & Wireless                        |        |
| Philippines       | Smart                                   | [ 26 ] |
| Pologne           | Play                                    | [ 27 ] |
| Qatar             | Vodafone Qatar                          |        |
| Royaume-Uni       | Three                                   |        |
| Salvador          | Movistar                                |        |
| Suriname          | Digicel                                 |        |
| Trinité-et-Tobago | Digicel                                 |        |
| Zimbabwe          | Telecel Zimbabwe                        |        |